# بيلي تومسون
بيلي تومسون (بالإنجليزية: Billy Thompson)‏ (22 أكتوبر 1990 بأورانج في الولايات المتحدة - ) هو لاعب كرة قدم أمريكي في مركز حراسة المرمى. لعب مع نادي كولورادو سبرينغس ونادي توكسون وOrange County SC ‏ ودي موين  مانس ‏ وOrange County SC U-23 ‏.

## وصلات خارجية
- بيلي تومسون على موقع قاعدة بيانات كرة القدم.إي يو (الإنجليزية)